# Lahrer Hinkender Bote
Lahrer Hinkender Bote (de l'alemany, el missatger coix de Lahrer), és un almanac de la ciutat de Lahr, Baden-Württemberg (Alemanya).
El contingut de l'almanac consisteix en informació sobre aniversaris, època de plantació i sembra, el temps, el pol·len, el Hundertjährige Kalender (calendari dels cent anys), contribucions i històries (parcialment escrites en dialecte alamànic), així com fotografies i dibuixos específics de cada país. Un article de portada conté històries i informació en general; el tema de 2012 va ser «Feste feiern!» (Celebracions!), en 2013 «Weinland Baden» i en 2014 es va dir «Badische Museumslandschaft» (Museu del paisatge de Badische).
L'almanac va ser publicat per primera vegada en 1800, i el seu epònim prové dels invàlids de guerra amb cama protèsica que apareixen a la portada. La versió actual està dibuixada per l'artista gràfic Jakob Philipp Kauffmann, qui va arribar a Lahr en 1818, i la seva versió va ser llançada per primera vegada en 1825. En una posterior versió en 1850, es va afegir un ferrocarril. En una tomba de pedra a la part inferior esquerra, l'artista va deixar el seu cognom.
Després del contacte amb l'editor Johann Heinrich Geiger, l'escriptor popular Albert Bürklin (1816-1890) va entrar per primera vegada en 1858, i posteriorment va dirigir durant gairebé vint anys l'edició de l'almanac.
A partir del 2013, el missatger coixejant de Lahr es subtitula «Der badische Kalender» (L'almanac de Baden). L'editorial centra l'article de portada i les fotografies sobre temes de la regió de Baden-Württemberg.